# Талауд
Талауд (индон. Talaud) — архипелаг на востоке моря Сулавеси, на северной границе Молуккского моря. Входит в состав индонезийской провинции Северный Сулавеси. Площадь — 1025,76 км². Население (на 2010 год) — 83 434 человека.

## География
Острова Талауд находятся на востоке моря Сулавеси. Сформированы в результате субдукции (возвышения) тектонических плит, которые вызвали создание цепи вулканических возвышенностей. Их вершины составили поверхность островов. Крупнейший остров Каракелонг занимает площадь 846 км². К северу расположен остров Миангас, один из самых северных в стране.
Климат — тропический пассатный. С конца октября до начала апреля продолжается сезон муссонов, который сопровождается сильными циклонами.
На склонах вулканов сохранились леса. Фауна представлена птицами, в том числе эндемичными видами, ящерицами, кабанами, летучими мышами, черепахами.

## История и культура
Острова Талауд были заселены несколько тысяч лет назад. Предполагают, что они были важным пунктом переселения древних австронезийцев на территорию современных Индонезии, Филиппин и Океании. Их потомки составляют современное население, говорящее на отдельном языке, близком к языку сангирцев. Большинство современного верующего населения исповедует христианство.
Во второй половине XVII века острова Талауд попали под формальный контроль голландской колониальной администрации. Отсюда вывозили банановое волокно, которое использовали во время морских плаваний. Согласно представлениям самих талаудцев, у них имелось своё государство во главе с верховным вождём и центром в деревне Тараган на острове Каракелонг. В XIX веке между верховным вождём и голландцами вспыхнул конфликт, который закончился бегством вождя, а затем — его пленением.
В 1950 году острова Талауд вошли в состав Индонезии.

## Экономика
Острова Талауд известны выращиванием мускатных орехов. Имеются коммерческие плантации гвоздичных деревьев, бананов и кокосовой пальмы. Местное население занимается мелким сельским хозяйством, рыболовством и морским торговлей.